# ESC Clermont Business School
ESC Clermont Business School, före detta École supérieure de commerce de Clermont är en världsledande fransk och paneuropeisk handelshögskola (Grande École). ESC Clermont Business School verkar i Clermont-Ferrand.
ESC Clermont bedriver utbildningar från kandidatnivå till doktorsnivå, med ett huvudfokus på masterutbildningar inom management och finans.
År 2019 låg ESC Clermont Business School på 95 plats bland Financial Times rankinglista på europeiska handelshögskolor.
ESC Clermont är ackrediterat av handelskammaren i Clermont-Ferrand och är en av de handelshögskolorna i världen som har fått trippelackrediteringen av AACSB, EPAS och AMBA. Bland skolans alumner finns framstående företagsledare och politiker, som till exempel Jean-Pierre Caillard (VD för Centre-France La Montagne) samt Claude Wolff (Borgmästare i Chamalières).